# ربه‌کا فرین
ربه‌کا فرین (انگلیسی: Rebecca Frayn؛ زادهٔ ۶ مهٔ ۱۹۶۲) مستندساز، فیلم‌نامه‌نویس و رمان‌نویس اهل بریتانیا است. وی از سال ۱۹۷۹ میلادی تاکنون مشغول فعالیت بوده‌است.
از فیلم‌ها یا برنامه‌های تلویزیونی که وی در آن نقش داشته‌است، می‌توان به در واقع عشق اشاره کرد.